# (20760) Chanmatchun
(20760) Chanmatchun est un astéroïde de la ceinture principale.

## Description
(20760) Chanmatchun est un astéroïde de la ceinture principale. Il fut découvert le 27 février 2000 à Rock Finder par William Kwong Yu Yeung. Il présente une orbite caractérisée par un demi-grand axe de 2,42 UA, une excentricité de 0,16 et une inclinaison de 7,4° par rapport à l'écliptique.

## Compléments